# Austrocroce mira
Austrocroce mira är en insektsart som först beskrevs av Mckeown 1939.  Austrocroce mira ingår i släktet Austrocroce och familjen Nemopteridae. Inga underarter finns listade i Catalogue of Life.